# Max Kruse (skulptör)

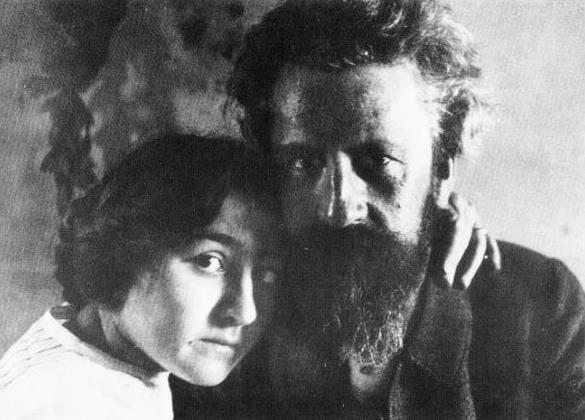
Max och Käthe Kruse.

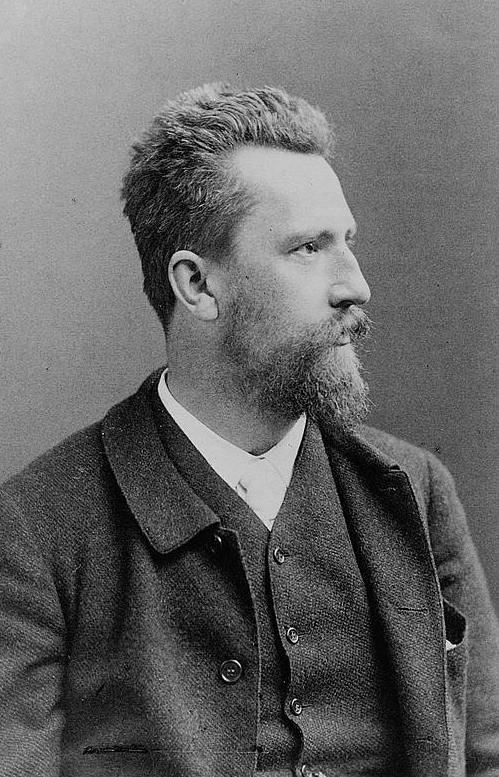
Carl Max Kruse

Carl Max Kruse, född 14 april 1854, död 26 oktober 1942, var en tysk skulptör. Han var gift med Käthe Kruse, född Simon och far till författaren Max Kruse.
Kruse arbetade i sten och trä med betonad sträven efter sluten omkrets i en i övrigt akademisk stil. Han gjorde bland annat Budbäraren från Marathon (1884, Nationalgalleriet i Berlin) samt en rad porträttbyster. Kruse arbetade även som teaterdekoratör och uppfann rundhorisonten för teatern.